# Rhododendron sororium
Rhododendron sororium är en ljungväxtart som beskrevs av Herman Otto Sleumer. Rhododendron sororium ingår i släktet rododendron, och familjen ljungväxter. Inga underarter finns listade i Catalogue of Life.